# Facultatea de Energetică (Universitatea Politehnica din București)

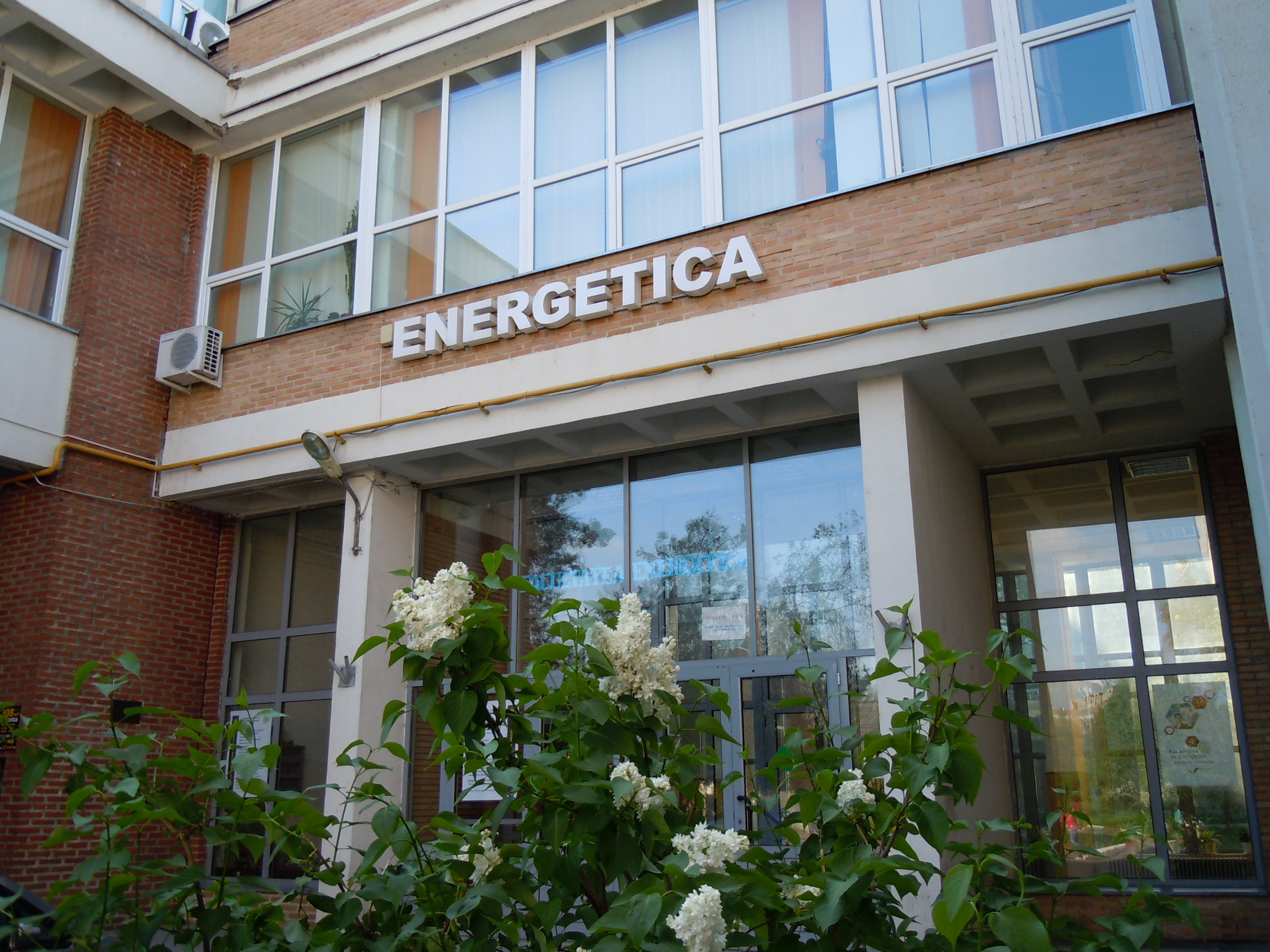

Facultatea de Energetică din cadrul Universității Naționale de Știință și Tehnologie Politehnica București este o școală de învățământ superior tehnic din România, în care se pregătesc anual peste 2000 studenți și activează peste 100 de cadre didactice.

## Istoric
După aproximativ trei decenii de la apariția în anul 1921 a primelor forme ale învățământului energetic universitar din România, s-a înființat Facultatea de Energetică în anul 1950, la inițiativa profesorului Constantin Dinculescu, din necesitatea de a asigura în țara noastră specialiști în domeniul producerii, transportului și utilizării energiei electrice, pe fondul creșterii cererii de energie electrică și termică după cel de-al doilea război mondial, realizării unor instalații industriale moderne, a unui sistem energetic interconectat la nivel național pentru alimentarea obiectivelor industriale majore, precum și apariției unităților specializate de cercetare, proiectare și execuție. (ISPE, Electromontaj, Electroconstrucția).
Profesorul Oscar Kreindler a fost numit decan al Facultății de Energetică, iar facultatea cuprindea două catedre:
Catedra de Centrale și Rețele Electrice, condusă de prof. dr. Constantin Dinculescu;
Catedra Hidroenergetică, condusă de prof. Dumitru Dumitrescu;
Studenții Facultății de Energetică au avut, în anul I, cursuri comune cu cei de la Facultatea de Electrotehnică, iar din anul II au fost repartizați pe trei specializări: Electroenergetică, Hidroenergetică și Termoenergetică, cu o durată de 5 ani. Prima generație de ingineri energeticieni a absolvit în anul 1955.

##### 1954
În anul 1954 au fost dezvoltate primele laboratoare din Polizu, vechiul local al universității: Stații și posturi de transformare, Rețele și sisteme electrice, Tehnica tensiunilor înalte, Rețele și conducte termice, Hidraulică și mașini hidraulice.

##### 1956
Facultatea de Energetică și actuala Facultate de Inginerie Electrică au avut o istorie comună, în care s-au unit și s-au despărțit de mai multe ori. În anul 1956, Facultățile de Electrotehnică și Facultatea de Energetică s-au unit într-o singură facultate numită Facultatea de Electrotehnică și Energetică, după care aceasta s-a scindat în anul 1960, s-au comasat în 1987 și scindat din nou în 1990.

##### 1960
Profesorul Constantin Dinculescu în Laboratorul de Centrale, Stații și Posturi de Transformare, pe durata lucrărilor de punere în funcțiune.
Rectorul Constantin Dinculescu pe șantierulul Laboratorului de Tehnica Tensiunilor înalte din localul Polizu, 1960.

##### 1962
În anul 1962 au început primele lucrări practice în Laboratorul de Tehnica Tensiunilor Înalte din clădirea M a vechiului local al universității.
În anul 1962 a fost aprobată specializarea Automatică în cadrul Facultății de Energetică desprinsă din facultate în anul universitar 1966, odată cu înființarea Facultății de Automatică și Calculatoare.

##### 1965
La 28 iunie 1965, prin eforturile rectorului Constantin Dinculescu, s-a deschis în Splaiul Independenței nr. 313 șantierul pentru construcția celui mai mare campus de învățământ superior din țară, noul sediu al Institutului Politehnic din București. În anul universitar 1969-1970 s-a început mutarea în noul sediu și organizarea de activități în noile condiții.

##### 1967
Planul de realizare a centralelor nucleare în România a condus la introducerea în anul 1967, în cadrul Facultății de Energetică, a specializării Centrale electronucleare.
În anul 1967 a început colaborarea universității cu PNUD UNESCO, din care facultatea noastră a beneficiat de:
Sprijin financiar parțial pentru realizarea Laboratorului de Tehnica Tensiunilor Înalte (TTI);
Detașarea la București, pentru consultanță, a unor specialiști recunoscuți în domeniul tehnicii tensiunilor înalte;
acordarea de burse tinerilor profesori, timp de un an, la universități sau unități de cercetare specializate în tehnica tensiunilor înalte din Europa.
Cursurile de formare pentru tinerii profesori, precum și prezența unor specialiști valoroși din universitățile din Zurich, Aachen, Lausanne, Bangalore au contribuit nu numai la dezvoltarea cunoștințelor în domeniul TTI, ci și la începutul unor importante colaborări științifice cu centre de cercetare din Europa de Vest, precum EdF și Universitatea din Leeds.

##### 1972
În anul 1972, s-a înființat specializarea Energetică industrială, pentru a pregăti specialiști pentru proiectarea, coordonarea și mentenanța instalațiilor energetice.

##### 1973
În anul 1973, prin eforturile profesorului Alexandru Diacon, au început lucrările de proiectare a corpului ELa, care vor cuprinde în special laboratoarele Departamentului de Hidraulică și Mașini Hidraulice, dar și laboratoare ale secției Centrale Nucleare.

##### 1974
În anul 1974 s-a început dezvoltarea platformei externe a Laboratorului de Tehnica de Tensiunilor Înalte, realizată cu fonduri de la Întreprinderea de Distribuție a Energiei Electrice București (IDEB), activitate coordonată de profesorul Dorin Cristescu.

##### 1990
Pentru a face față noilor provocări de pe piața muncii, din anul 1990, pe lângă cele 5 specializări de bază ale Facultății de Energetică (anume Termoenergetică; Electroenergetică; Hidroenergetică; Centrale Nuclearo-Electrice și Energetică Industrială), s-au adăugat încă 3 noi specializări, în domenii conexe domeniului Inginerie energetică: Informatică Aplicată în Energetică (care până în anul 2005 s-a numit Informatizarea și Conducerea Proceselor Energetice), Ingineria Mediului și respectiv Inginerie Economică.

##### 2005 - 2006
Începând cu anul universitar 2005-2006, în UPB s-a trecut la organizarea programelor de studii universitare pe cele trei cicluri (licență, masterat și doctorat), conform Legii 288/2004 (Anexa 1.2).

##### 2006
În anul 2006, evoluția mediului economic a determinat transformarea specializărilor de studii universitare de licență Electroenergetică și Energetică Industrială, atât ca formă cât și ca denumire, în Ingineria Sistemelor Electroenergetice, respectiv Managementul Energiei. Programul de studii Centrale Nuclearo-Electrice a fost redenumit Energetică și Tehnologii Nucleare. Cele trei specializări create după 1990, au fost, de asemenea redenumite: Informatică Industrială, Ingineria și Protecția Mediului în Industrie și respectiv Inginerie economică în domeniul electric, energetic și electronic.

##### 2008
La inițiativa profesorului Adrian Badea, începând cu anul 2008, în cadrul programului de eficiență energetică lansat de Universitatea POLITEHNICA din București, a fost modernizată Centrala Electrică Laborator CET (dată inițial în funcțiune în 1975), care funcționează în cogenerare din 2010.
În anul 2008, în cadrul Facultății de Energetică a fost inaugurată Platforma „Surse de energie regenerabilă și dezvoltare durabilă”.

##### 2010
În anul 2010 a fost inaugurată Casă pasivă - proiect al Facultății de Energetică, care a vizat construirea a două case în oglindă, care să îndeplinească standardele caselor pasive.

##### 2017 - 2018
Având în vedere provocările și oportunitățile oferite de preocupările actuale privind mediul și utilizarea durabilă a resurselor energetice, accesibilitatea populației la resursele de apă și adaptarea la schimbările climatice, în anul universitar 2017-2018 programul de studii de licență Ingineria și Protecția Mediului în Industrie a fost integrat în domeniul Ingineriei Energetice cu denumirea Energetică și Tehnologii de Mediu în vederea pregătirii interdisciplinare a unor specialiști capabili să lucreze în mod competitiv în toate domeniile și zonele din sectorul energetic și de mediu din țară și străinătate.

##### 2018 - 2019
Preocupările actuale privind tehnologiile informatice în energetică, dezvoltarea tehnologiilor bazate pe sursele regenerabile, funcționarea interconectată a sistemelor electroenergetice la nivel european, rețelele electrice inteligente, electronica de putere, au condus la necesitatea pregătirii interdisciplinare a unor specialiști capabili să rezolve aceste probleme, astfel încât începând cu anul universitar 2018-2019 a fost acreditat programul de studii de licență Energetică și Tehnologii Informatice, care a înlocuit programul de Informatică Industrială.
Astfel, studenții Facultății de Energetică au posibilitatea de a se pregăti în toate domeniile Ingineriei Energetice, dobândind competențe în domeniul proiectării, construcției, exploatării, mentenanței, conducerii și planificării activității din centralele electrice clasice (termoelectrice, hidroelectrice, nuclearoelectrice), din centralele bazate pe surse regenerabile de energie (fotoelectrice, eoliene, microhidrocentrale, ferme marine), respectiv din sistemele de transport și distribuție a energiei, dar și competențe în domeniul protecției mediului și digitalizării sectorului energetic.

##### Prezent
În prezent, Facultatea de Energetică oferă programe de studii de licență, masterat și doctorat, compatibile cu sistemul european de credite transferabile și condiții de studiu la nivel mondial pentru peste 2000 de studenți anual.
Pregătirea studenților se realizează în laboratoare modernizate, cu echipamente de ultima generație, tehnică de calcul, multimedia și acces la Internet, care însumează peste 750000 Euro investiți în dotare în ultimii 5 ani. Printre facilități pot fi menționate: Centrala termică de co-generare, Casa Pasivă, Modelul de sistem electroenergetic cu instalații la scară industrială din Laboratorul denumit Partea Electrică a Centralelor și Stațiilor, Laboratorul de Tehnica Tensiunilor Înalte cu platforma exterioară de experimentare, Laboratorul de Echipamente Electrice, Laboratorul de Mașini Hidraulice, Laboratorul de Tratare și Epurare a Apei, Laboratorul de Acționări Hidro-pneumatice, Laboratorul de Surse Regenerabile de Energie, Laboratorul SCADA, Laboratorul de Optimizări și Piața de Energie, Laboratorul de Microprocesoare și Circuite Electronice, Laboratorul de Utilizare a Energiei Electrice etc.
În contextul aderării la piața unică de energie creată la nivelul UE și a cerințelor impuse de interconectarea la sistemul european UCTE, absolvenții Facultății de Energetică au posibilitatea de a alege să lucreze în: societăți producătoare de energie electrică și termică (Hidroelectrica, Termoelectrica, Nuclearelectrica), societatea de transport a energiei electrice Transelectrica, Dispeceratul Energetic Național, societăți de distribuție a energiei electrice și termice, firme de consultanță în domeniul energetic și al protecției mediului, autorități naționale (ANRE, OPCOM), companii multinaționale (ENGIE, EOn, Veolia, Honeywell, ENEL, Vinci Energies, Siemens, Schneider Electric, Camusat, Deloitte), institute de cercetare și proiectare (ISPE, INCDE-ICEMENERG, INCDIE-ICPE-CA, INCDI-ICSI Râmnicu Vâlcea, ISPH, SCN Pitești etc.), universități de prestigiu, ONG-uri etc.

#### Decanii Facultății de Energetică
- OSCAR KREINDLER (1950 - 1956)
- ION ANTONIU (1956 - 1957)
- MARIUS PREDA (1957 - 1963)
- GLEB DRĂGAN (1963 - 1971)
- ALEXANDRU DIACON (1971 - 1980)
- ION IORDĂNESCU (1980 - 1984)
- JULIETA FLOREA (1984 - 1990)
- DUMITRU CEZAR IONESCU (1990 - 2000)
- ADRIAN BADEA (2000 - 2006)
- GABRIEL BAZACLIU (2006 - 2008)
- GEORGE DARIE (2008 - 2012)
- CONSTANTIN BULAC (2012 - 2016)
- HORIA NECULA (2016 - 2020)
- LĂCRĂMIOARA DIANA ROBESCU (2020 - prezent)

#### Personalități ale Facultății de Energetică
Dionisie Menelas Germani (1877- 1948) este considerat unul dintre cei mai importanți specialiști români în hidraulică și hidrotehnică, autor în 1942 al primului tratat de hidraulică apărut în România - "Hidraulică teoretică și aplicată". Dionisie Germani a efectuat și prezentat teoretic, prin lucrări experimentale și chiar prin originale construcții, ideile sale novatoare din hidraulică și mecanica fluidelor, cu preocupări speciale în teoria similitudinii. A condus lucrările de alimentare cu apă potabilă a orașului București și a întocmit studiul și proiectul general de canalizare a Capitalei. După finalizarea acestor lucrări, a realizat proiectele pentru canalizare și alimentare cu apă a orașelor Brăila, Pitești, Galați, Curtea de Argeș, Ploiești, Turnu Măgurele, Târgoviște, Satu Mare și Tulcea.
Ion S. Gheorghiu (1885-1968) academician român, profesor de mașini electrice, autor al primului tratat de mașini electrice în limba română, cel care a elaborat primul proiect de electrificare a căii ferate Ploiești-Brașov.
Constantin N. Dinculescu (1898-1987) este considerat fondatorul școlii românești de centrale electrice. În 1945 a întocmit planul de electrificare a țării și este autorul planului de electrificare a liniei de cale ferată București – Ploiești – Brașov, la care a aplicat cea mai nouă soluție a timpului, utilizarea curentului monofazat de 50 Hz. Contribuții importante au adus la construirea termocentralelor electrice de la Doicești, Ovidiu II, Comănești, Borzești, Petroșani și a hidrocentralelor de la Bicaz și Sadu. El a construit rețeaua de înaltă tensiune din regiunea petrolieră Prahova și rețelele de transport și distribuție în zonele Arad, Ploiești, Slănic și altele. De asemenea, a fost inițiatorul construcției noului local al Politehnicii din București, al cărei rector a fost între 1954 și 1958.
Martin Bercovici (1889-1970) creator al școlii romanești de rețele și sisteme electrice, promotor, alături de Constantin Dinculescu, al înființării Facultății de Energetică. A efectuat cercetări în domeniul electroenergeticii și a adus importante contribuții în construirea a diverse echipamente electrice. Este autorul teoriei componentelor simetrice și aplicațiilor acesteia în electrotehnică, a soluționat probleme de reglaj al puterii și frecvenței în rețelele electrice, a calculat raza de influență a liniilor de înaltă tensiune asupra rețelei de comunicații și a adus importante contribuții la perfecționarea modului de transmitere la mare distanță în curent alternativ și în curent continuu. A aplicat calculul matricial în studiul regimurilor rețelelor electrice cu ajutorul calculatoarelor electronice, ceea ce a constituit o noutate științifică deosebită la nivelul de dezvoltare a tehnicii anilor '50.
Dorin Pavel (1900-1979) creatorul școlii hidroenergetice românești, promotor al amenajării râurilor din Romania. Întreaga dezvoltare a hidroenergeticii românești, pornind de la cei 21 MW instalați în 1933, până la cei circa 6000 MW aflați astăzi, a făcut dovada realismului prevederilor monografiei profesorului Pavel, publicată în 1933 „Planul general de amenajare a forțelor hidraulice în România”, în care sunt elaborate schemele a 567 de uzine hidroelectrice pe toate râurile țării, cu toate datele tehnice și economice și cu 100 de planșe cu vederi în plan și profil în lung prin amenajări. După contribuții hotărâtoare în realizarea lucrărilor de amenajare a salbei de lacuri din București, Herăstrău-Floreasca-Tei, în perioada 1934-1937, conduce proiectarea pentru amenajarea Bârzavei, Nerei și Timișului, pentru ca mai apoi, să-și poată vedea transformate în realitate proiectele de amenajare a râului Sadu și a cascadelor hidroelectrice ale Bistriței, Argeșului, Oltului, Someșului și Sebeșului. Încununarea succesului gândirii tehnice a energeticianului profesor Dorin Pavel rămâne grandioasa lucrare de la Porțile de Fier, realizată în comun cu Iugoslavia și care rezolvă radical navigația pe Dunăre în zona respectivă, punând la dispoziția ambelor țări, peste 2200 MW putere instalată, în condiții economice avantajoase.
Dumitru Dumitrescu (1904-1984) a fost promotorul calculului numeric în mecanica fluidelor. Teza sa de doctorat intitulată "Curgerea în jurul unei bule de aer situată într-o conductă verticală", elaborată sub conducerea lui Ludwig Prandtl la Universitatea din Göttingen, este citată în multe tratate de Mecanica fluidelor din țară și de peste hotare, iar studiul teoretic și experimental al mișcării lichidelor grele cu suprafață liberă a stat la baza multor lucrări de cercetare și a deschis drumul către noi direcții de cercetare în Mecanica fluidelor. Viziunea sa asupra fenomenelor fizice în general și a fenomenelor din Mecanica fluidelor în particular, a fost substanțial îmbunătățită și ridicată la un nivel superior de înțelegere, datorită studiilor sale sistematice de filosofie.
Paul Dimo (1905 - 1990) creator al metodei REI de analiză nodală a sistemelor (R – radial; E – echivalent; I - independent), cunoscută sub denumirea de Dimo's Rei Methods. Prin această concepție și noțiunile noi pe care le-a introdus în tehnica mondială, a reușit să calculeze cele mai complexe rețele electrice naționale și continentale. Această teorie este actuală în prezent ca și atunci când a fost lansată cu 50 de ani în urmă, fiind profund originală și fără fisuri, uimind cercetătorii din domeniu de pretutindeni. Paul Dimo a studiat analiza nodală pentru sisteme complexe și posibilitățile de analiză pentru calculatorul electronic alfa numeric asociat cu analizorul grafic Dimo – anagraful Dimo. Pentru descoperirile și invențiile sale a obținut numeroase brevete de invenție, printre care se enumeră: brevet de invenție român pentru evitarea supratensiunilor prelungite (1957) și în SUA, RFG, Franța, Canada s.a.. În 1966 a obținut brevetul OSIM pentru anagraful Dimo, brevetat și în SUA, Franța și Anglia. El a fost de trei ori laureat cu înalta distincție "Premiul de Stat" pentru: Planul de electrificare a țării (1950); Proiectarea hidrocentralei Moroeni (1954); lucrarea "Cauza supratensiunilor prelungite în rețelele cu neutrul izolat". In 1961, Academia Română i-a acordat Premiul Traian Vuia pentru contribuțiile la Studiul stabilității statice a sistemelor energetice. A fost distins și cu prestigiosul Premiu Montefiori care se acorda o dată la cinci ani.
Ioan D. Stăncescu (1911- 1987) creator și susținător al dezvoltării termoficării în țara noastră, consilier ONU și al statului german în domeniul energiei. Bogata activitate publicistică a prof. ing. Ion D. Stăncescu este pusă în evidență mai ales prin principala sa lucrare ,,Bazele tehnice și economice ale termoficării”, prima de acest gen scrisă în România și printre puținele lucrări complete apărute în Europa. Multe din problemele tratate în această carte de căpătâi a termoenergeticii sunt de mare actualitate și în prezent.
Alexandru Diacon (1924 – 2004) a coordonat realizarea și proiectarea mai multor obiective hidroenergetice cum ar fi: Centrala Hidroenergetică Moroieni, Barajul de la Bicaz (la 25 de ani, fiind cel mai tânăr șef de proiect din România), Hidrocentrala “Dimitrie Leonida”, Sistemul Hidroenergetic și de Navigație “Porțile de Fier I”, Barajul și Hidrocentrala “Porțile de Fier 2”, fiind distins cu numeroase ordine și medalii, între care Premiul de Stat în 1952 și 1963 și Steaua Republicii Iugoslave cu spade pe colan. În calitate de expert guvernamental, profesorul Alexandru Diacon a fost consultant principal pentru toate marile lucrări hidrotehnice din țara noastră: Canalul navigabil Dunăre – Marea Neagră, Canalul navigabil Poarta Albă – Midia Năvodari, docurile uscate din porturile Constanța și Mangalia, amenajarea Dâmboviței în București, canalul București-Dunăre ș.a.. 
Costin Moțoiu (1924-1996) eminent profesor de centrale termoelectrice, coordonator al proiectelor unor mari centrale electrice din țară.
Ionel Purica (1925-1990), profesor de teoria reactorilor nucleari, unul dintre promotorii energeticii nucleare în țara noastră. Ideile sale asupra obținerii de fluxuri mari de neutroni prin coloane termice interne, precum și de optimizare a reactorilor nucleari prin teoria jocurilor, se utilizează în marile centre nucleare din lume. Experimentele propuse de el asupra utilizării neutronilor ultrareci pentru detectarea particulelor specifice câmpului gravitațional, fac obiectul unor programe de la Institutul de la Dubua și de la CERN. Abordarea originală a conversiei energiei nucleare direct în energie electrică a condus la creșterea eficienței celulelor de conversie realizate în țară. Principiul „Acțiunii Ireversibile Minime”, introdus de profesorul Purica în teoria termodinamicii neliniare, deschide perspective deosebite de optimizare a ciclurilor termodinamice ale instalațiilor termice de producere a energiei. Bun cunoscător al potențialului științific și practic din diferite țări în care s-a dezvoltat industria nucleară, prof. Ionel Purica a inițiat în anul 1967 colaborarea romano-canadiană în domeniu, fapt care a condus la realizarea centralei nucleare de la Cernavodă.
Gleb Drăgan (1920-2014) membru al Academiei Române, profesor de Tehnica Tensiunilor Înalte, cu contribuții notabile în domeniile electrostatică, descărcarea corona, trăsnet, supratensiuni atmosferice și de comutație. Prin cercetările sale a dezvoltat un domeniu de studiu nou în România, Tehnica Tensiunilor Înalte (coautor în 1966 la primul tratat pe acest domeniu pe plan internațional), fiind ctitorul laboratorului de „Tehnica Tensiunilor Înalte” din Politehnică, unul dintre cele mai mari laboratoare din Europa.
Dumitru Cezar Ionescu (1946-2005), profesor de fiabilitate și centrale electrice, cu o contribuție esențială la modernizarea facultății noastre a cărui decan a fost o lungă perioadă (1990-2000).

## Specializări

### Studii de licență 4 ani - Ciclul I
- Energetică și ingineria fluidelor
- Energetică și tehnologii informatice
- Energetică și tehnologii de mediu
- Energetică și tehnologii nucleare
- Ingineria sistemelor electroenergetice
- Managementul energiei
- Termoenergetică

### Master - Ciclul II
- Eficiența Energetică
- Energetica Orașelor Inteligente
- Hidro-Informatică și Ingineria Apei
- Informatică Aplicată în Energetică
- Monitorizarea și Controlul Sistemelor Electroenergetice
- Inginerie Nucleară
- Servicii Energetice
- Surse Regenerabile de Energie
- Energy Engineering
- Power Systems Monitoring and Control
- Managementul Mediului și Dezvoltare Durabilă
- Managementul Sistemelor Energetice

### Doctorat - Ciclul III (Școala Doctorală de Inginerie Energetică)
DIRECTOR
Prof.dr.ing. Radu PORUMB
Activitatea de pregătire prin doctorat din cadrul SDIE asigură continuarea studiilor de la ciclurile de licență și masterat care se desfășoară în cadrul Facultății de Energetică, prin colaborarea cu cele trei departamente ale facultății: Departamentul Hidraulică, Mașini Hidraulice și Ingineria Mediului (DHMHIM), Departamentul Producerea și Utilizarea Energiei (DPUE) și Departamentul Sisteme Electroenergetice (DSEE).
Activitatea în cadrul Școlii Doctorale Energetică este condusă de Directorul SDIE și de Consiliul Școlii Doctorale Energetică (CSDIE), care este format din directorul SDIE, profesori conducători de doctorat și studenți doctoranzi din cadrul Facultății de Energetică, precum și din profesori de la alte universități din țară și/sau străinătate.
Pentru mai multe detalii consultați website-ul Arhivat în 10 octombrie 2018, la Wayback Machine. Școlii Doctorale Energetica.

## Structura organizatorică

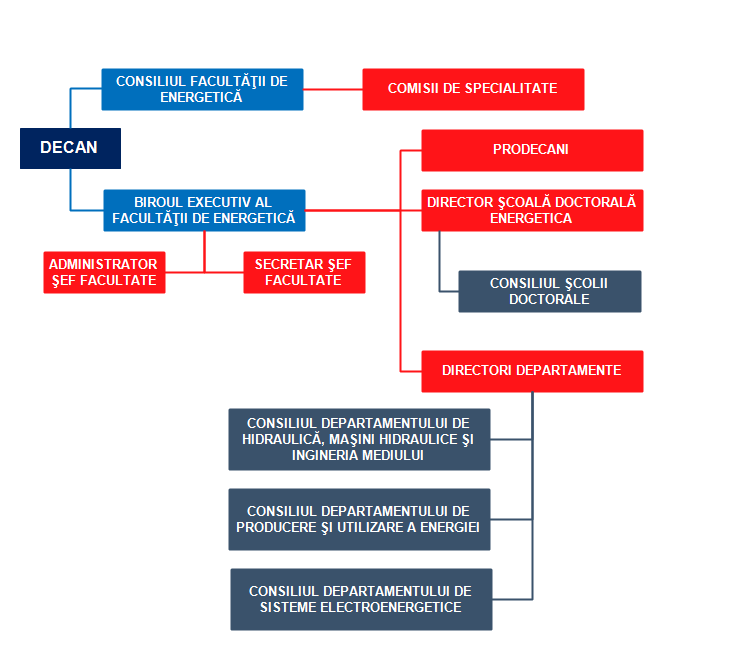

### Departamente
- Departamentul Hidraulica, Masini Hidraulice si Ingineria Mediului
- Departamentul Producere si Utilizare a Energiei
- Departamentul Sisteme Electroenergetice

### Conducere
| Decan | Prof. dr. ing. Lăcrămioara Diana ROBESCU |
| Prodecan - Responsabil cu relația cu studenții, elevii și parteneriatele cu mediul socio-economic (Studenți (cazări, cămine, burse, tabere, tutorat, practica studențească); vizite elevi; organizare evenimente de promovare; materiale promoționale facultate.) | Conf. dr. ing. Mihaela Amalia DIMINESCU  |
| Prodecan - Responsabil cu admiterea, managementul cercetării și internaționalizarea (Organizarea și desfășurarea admiterii; raportare cercetare științifică; sesiuni științifice studențești; raportare finanțare suplimentară; cursuri postuniversitare și de formare profesională; inserție absolvenți pe piața muncii; internaționalizare și mobilități studențești; învățământ dual) | Sl. dr. ing. Andreea Georgiana IANȚOC    |
| Prodecan - Responsabil cu managementul academic și managementul calității (Note de comandă; formații de studii; planuri de învățământ; echivalări; repartizare studenți anul II; raportare date statistice și finanțare de bază; managementul calității) | S.l.dr.ing. Mihaela NORIȘOR              |